# Vivre en enfer
Vivre en enfer est une émission de télévision documentaire française quatre épisodes de 50 minutes dirigée par Thierry Berrod, consacrée aux extrêmophiles.

## Épisodes
Créatures du froidla caméra nous emmène au Spitzberg, au Groenland...
Créatures du chaudfourmis argentées dans le Sahara, extrémophiles du parc national de Yellowstone, fumeurs noirs
Créatures du sel et de l'acidelac Retba, lac Natron.
Créatures du noirgrotte de Moville, grotte de Villa Luz, grottes de Waitomo